# Калинушкин, Михаил Николаевич
Михаил Николаевич Калинушкин (1902—1974) — советский военный лётчик и военачальник, участник конфликта на КВЖД, боёв у озера Хасан, Великой Отечественной и советско-японской войн, командир 19-го бомбардировочного авиационного корпуса во время Великой Отечественной и советско-японской войн, генерал-лейтенант авиации.

## Биография

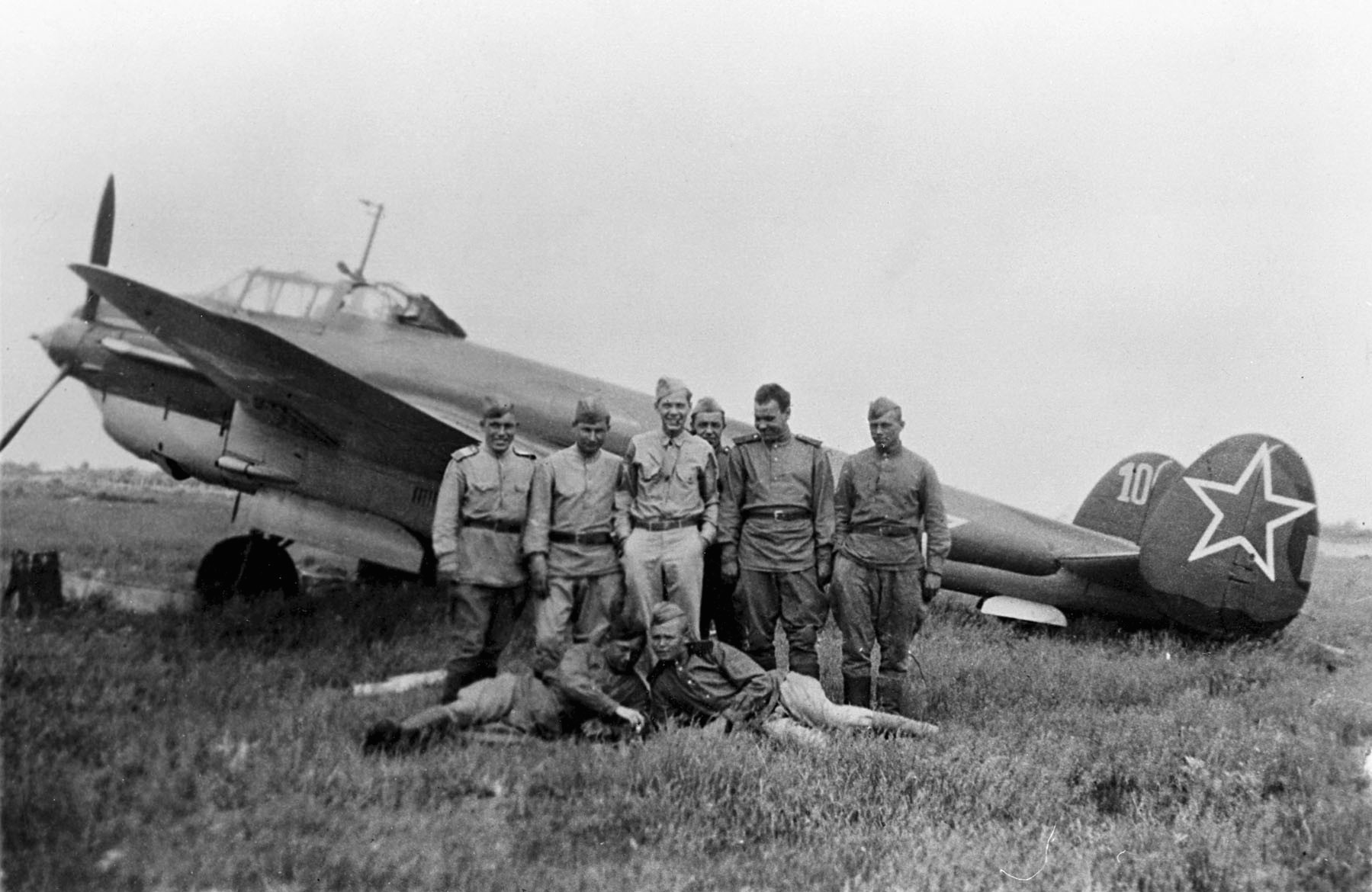
Самолет Пе-2

М. Н. Калинушкин  родился 7 ноября 1902 года в Вятке. Русский. В РККА с мая 1920 года по апрель 1921 года и сентября 1921 года. Член ВКП(б) с 1939 года.

### Образование
- 10-я военная пехотная школа в г. Вятка[3] (1924)
- Ленинградская военная школа летнабов имени К. Е. Ворошилова[3] (1927),
- 1-я Военная школа лётчиков имени А. Ф. Мясникова[3] (1930)
- Высшая летно-тактическая школа ВВС РККА[3] (1937)
- ВАК при Высшей военной академии им. К. Е. Ворошилова[3] (1951)

### До войны
М. Н. Калинушкин в сентябре 1921 года был призван в РККА и направлен на учёбу в 10-ю военную пехотную школу, по окончании которой с сентября 1924 г. командовал взводом в 44-м стрелковом полку Сивашской дивизии. В октябре 1925 года поступил в Ленинградскую военную школу летнабов им. К. Е. Ворошилова, по окончании которой в марте 1927 года назначен на должность младшего летчика-наблюдателя в 26-й отдельной авиационной эскадрильи СКВО, затем занимал должность старшего летчика-наблюдателя. В 1929 году проходил службу на Дальнем Востоке, где участвовал в конфликте на КВЖД.
Обучение летному делу продолжил в 1-й военной школе летчиков с марта по ноябрь 1930 г. После обучения был назначен на должность инструктора-летчика учебно-летной авиаэскадрильи Военно-воздушной академии РККА им. профессора Н. Е. Жуковского. Вырос до командира отряда. В 1936 году поступил на обучение в Липецкую Высшую летно-тактическую школу ВВС РККА, по окончании которой назначен командиром авиационной эскадрильи в Особой Краснознаменной Дальневосточной армии. В октябре 1938 года назначен командиром 36-го скоростного бомбардировочного авиационного полка ВВС 1-й Отдельной Краснознаменной армии. Участник боевых действий в районе озера Хасан в 1938 году. В январе 1941 года назначен заместителем командира 33-й смешанной авиационной дивизии. 16 июня 1941 года назначен командиром 33-й смешанной авиационной дивизии.

### Участие в Великой Отечественной войне
С началом Великой Отечественной войны М. Н. Калинушкин в той же должности — командир 33-й смешанной авиационной дивизии. С марта 1942 г. командир 33-й бомбардировочной дивизии 1-й Краснознаменной армии Дальневосточного фронта. В 1943 г. в течение месяца проходил стажировку в должности заместителя командира 244-й авиационной дивизии 17-й Воздушной армии.

«За время стажировки Калинушкин сумел основательно ознакомиться с работой штаба авиадивизии по управлению и постановки боевых задач частям и частично получить навыки по составлению боевых документов. Отношение Калинушкина к вопросам стажировки добросовестное… с большим желанием и всесторонне интересовался боевой деятельностью, вникал во все мелочи боевой работы глубоко и в существо дела»— Боевая характеристика
С июля 1944 года занимал должность заместителя командующего 10-й Воздушной армией, а с 23 декабря 1944 года по 1 февраля 1945 года был врид командира 19-го бомбардировочного авиационного корпуса дальнего действия на Дальневосточном фронте.

### После Великой Отечественной войны

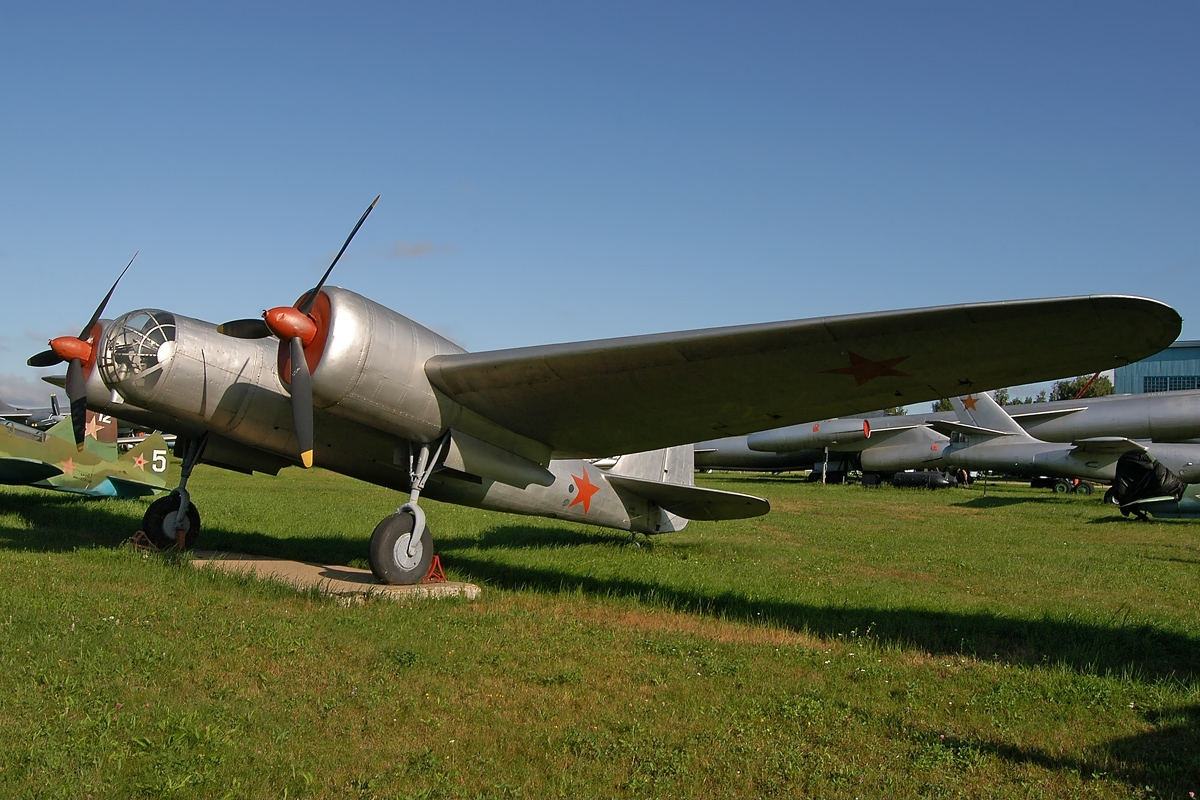
Самолет СБ

После Великой Отечественной войны с июля 1945 г. М. Н. Калинушкин командир 34-й бомбардировочной авиационной дивизии 9-й Воздушной армии. Дивизия под его командованием в составе 1-го Дальневосточного фронта участвовала в Советско-японской войне в Харбино-Гиринской наступательной операции. Боевые действия дивизия начала бомбовыми ударами по военным объектам в районах городов Чанчунь и Харбин, осуществляла авиационную поддержку 1-й Краснознаменной и 5-й армий при прорыве обороны противника и развитии наступления в его оперативной глубине. Дивизия бомбовыми ударами содействовала войскам в овладении Хитоуским и Дуннинским укрепленными районами, в разгроме муданьцзянской группировки противника. В этой должности М. Н. Калинушкин

«… показал себя подготовленным, всесторонне развитым командиром-воспитателем, обладающим хорошими организаторскими способностями и инициативой. Отлично овладел обучением летного состава боевому искусству… В оперативно-тактических вопросах разбирается хорошо, отвечает современным требованиям командира соединения… Должности соответствует».— Аттестация на командира дивизии

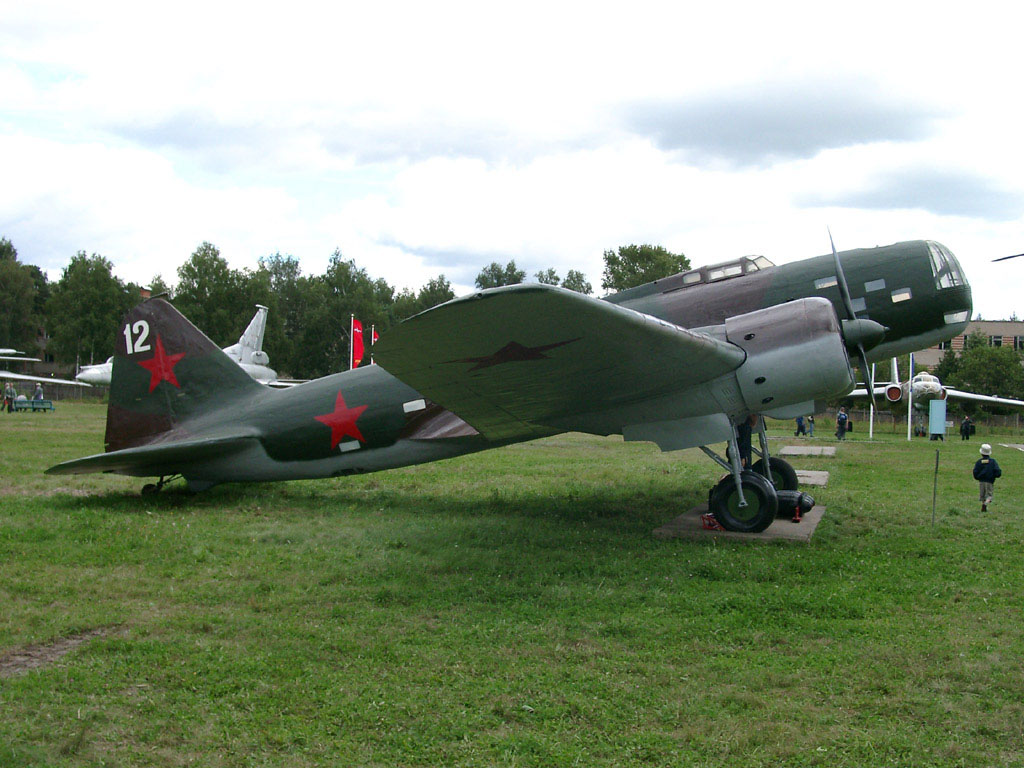
Самолет ДБ-3

Могила Калинушкина на Введенском кладбище Москвы.

По состоянию на 28 августа 1945 года Калинушкин летает на самолетах ДБ-3, СБ, Пе-2, общий налет — 2658 часов, на самолете Пе-2 имеет 2 боевых вылета с налетом 3 часа 40 минут.
После Советско-японской войны М. Н. Калинушкин в той же должности,
- с декабря 1946 г. — начальник отдела боевой подготовки штаба 9-й Воздушной армии,
- с марта 1947 г. — командир 2-го смешанного авиационного корпуса этой армии.
- с сентября 1947 г. командует ВВС Восточно-Сибирского военного округа,
- с ноября 1948 г. — командующий 4-й Воздушной армией в Северной группе войск
- с июня 1950 г. находился на учёбе на ВАК при Высшей военной академии им. К. Е. Ворошилова, по окончании с июня 1951 г. проходил службу в Главной инспекции Советской Армии — заместитель генерал-инспектора Инспекции бомбардировочной авиации,
- с января 1952 г. — генерал-инспектор Инспекции штурмовой авиации,
- с марта 1955 г. — заместитель генерал-инспектора ВВС Главной инспекции,
- с марта 1957 г. — генерал-инспектор дальней и фронтовой бомбардировочной авиации Инспекции ВВС.
- С 5 февраля 1960 года в отставке[1]/

Умер 7 января 1974 года в Москве. Похоронен на Введенском кладбище (29 уч.).

### Воинские звания
- Генерал-майор авиации — 8 сентября 1945 года
- Генерал-лейтенант авиации — 3 августа 1953 года

## Награды
- орден Ленина (05.11.1946)[5]
- орден Красного Знамени (03.11.1944)[5]
- орден Красного Знамени (30.08.1945)[5]
- орден Красного Знамени (19.11.1951)[5]
- орден Красной Звезды (19.08.1944)[5]
- Медаль За победу над Германией в Великой Отечественной войне 1941—1945 гг. (09.05.1945)[5]
- Медаль За победу над Японией (30.09.1945)[5]
- Медаль 20 лет РККА[2]